# Barbatula quignardi
Barbatula quignardi är en fiskart som först beskrevs av Bacescu-mester, 1967.  Barbatula quignardi ingår i släktet Barbatula och familjen grönlingsfiskar. IUCN kategoriserar arten globalt som livskraftig. Inga underarter finns listade.

## Bildgalleri

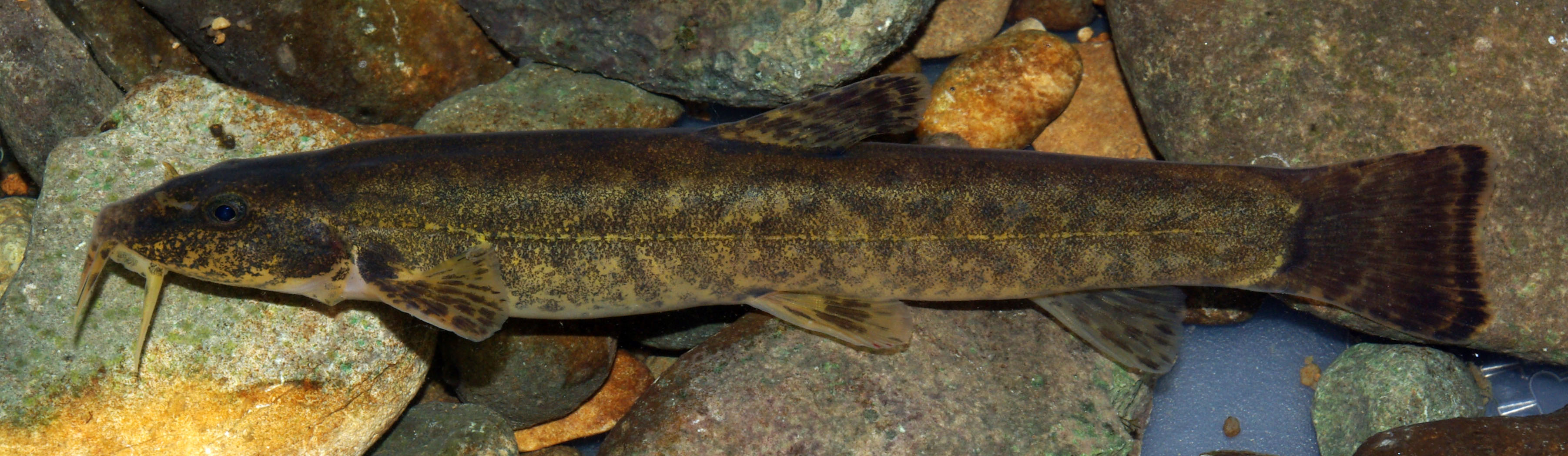
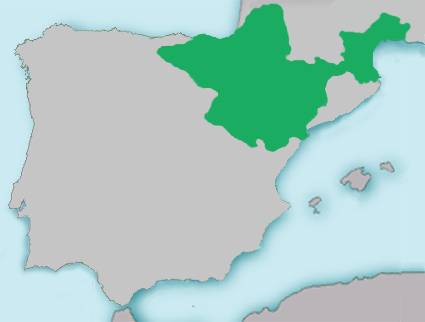